# Julia Ituma
Julia Ituma (Milán, Italia, 8 de octubre de 2004-Estambul, Turquía, 13 de abril de 2023) fue una voleibolista italiana que jugó en la posición de atacante diagonal.

## Carrera

### Club
| Periodo   | Club        |
| --------- | ----------- |
| 2019-2022 | Club Italia |
| 2022-2023 | AGIL Volley |

## Muerte
Ituma murió el 13 de abril de 2023 a los 18 años luego de caer desde una ventana de un sexto piso en un hotel en Estambul, donde su equipo estaba hospedado para su partido de semifinales de Champions League.